# Regierung Ullsten

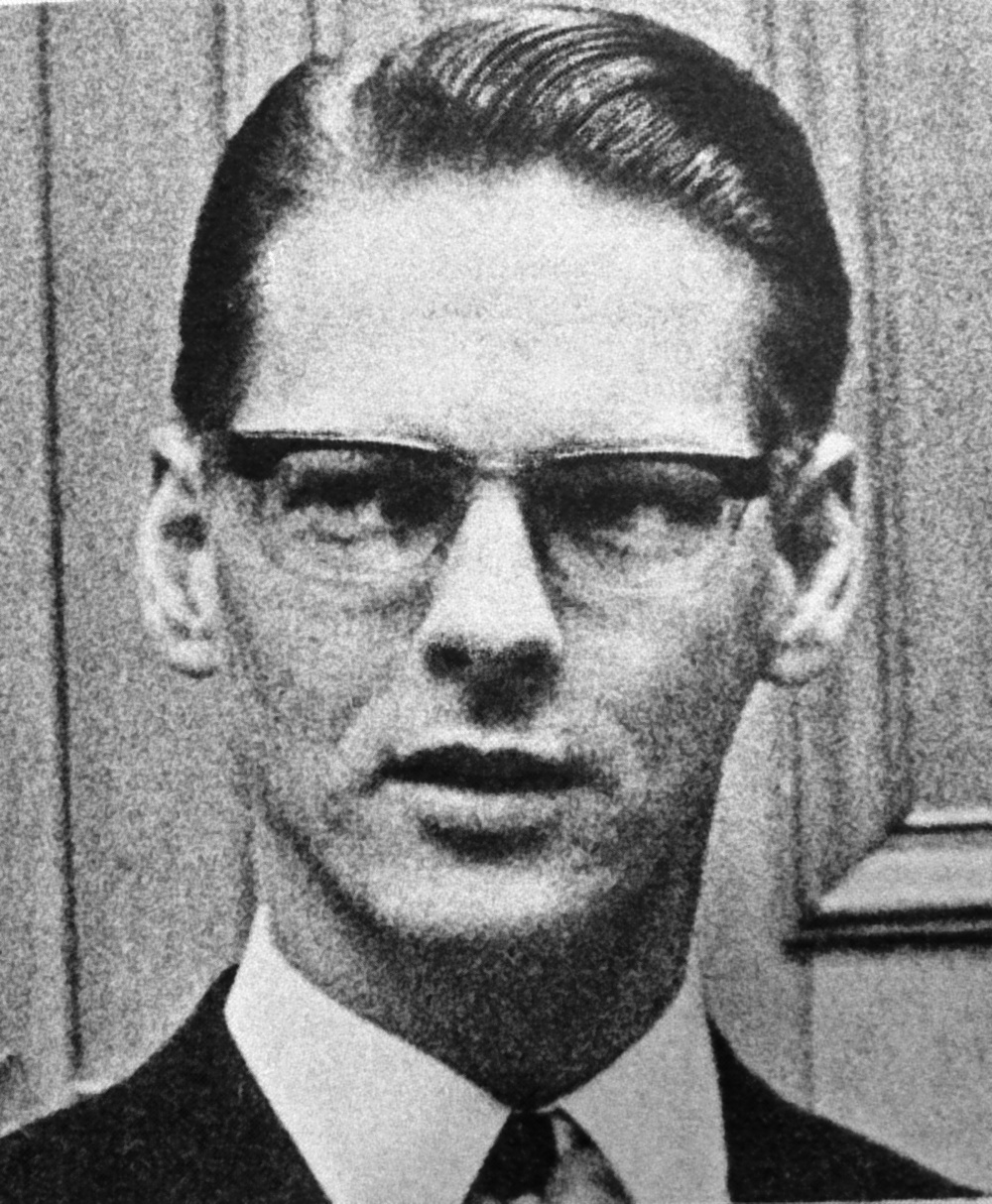
Ola Ullsten war zwischen 1978 und 1979 Ministerpräsident Schwedens.

Die Regierung Ullsten war die schwedische Regierung von 1978 bis 1981.
Nachdem am 5. Oktober 1978 der bisherige Ministerpräsident Thorbjörn Fälldin von der Zentrumspartei C (Centerpartiet) wegen Auseinandersetzungen um die Kernkraftswerkspolitik zurückgetreten war, bildete am 18. Oktober 1978 Ola Ullsten von der Volkspartei FP (Folkpartiet) als Ministerpräsident eine liberalen Minderheitsregierung, der neben Mitgliedern der Volkspartei nur noch zwei Parteilose angehörten. 
Bei der Wahl zum Schwedischen Reichstag am 16. September 1979 stellte die Sozialdemokratische Arbeiterpartei SAP (Sveriges socialdemokratiska arbetareparti) des ehemaligen Ministerpräsidenten Olof Palme mit 154 der 349 (43,2 Prozent) erneut die meisten Abgeordneten im Reichstag (Sveriges riksdag). Zweitstärkste Kraft wurde die Moderate Sammlungspartei M (Moderata samlingspartiet) von Gösta Bohman mit 73 Mandaten (20,3 Prozent), gefolgt von der Zentrumspartei C (Centerpartiet) des früheren Ministerpräsidenten Thorbjörn Fälldin mit 64 Sitzen (18,1 Prozent), Volkspartei FP (Folkpartiet) unter dem bisherigen Ministerpräsidenten Ola Ullsten mit 38 Sitzen (10,6 Prozent) und der Kommunistischen Linkspartei VPK (Vänsterpartiet kommunisterna) unter Lars Werner, die 20 Abgeordnete (5,6 Prozent) stellte. Damit erbrachten die Reichstagswahlen mit 175 Mandaten der bürgerlichen Parteien eine knappe Mehrheit von nur einer Stimme vor SAP und VPK, die zusammen 174 Sitze hatten. Daraufhin bildete Thorbjörn Fälldin am 12. Oktober 1979 sein zweites Kabinett als Koalition aus Moderater Sammlungspartei, Zentrumspartei und Volkspartei, die die bisherige Regierung Ullsten ablöste.

## Minister
Dem Kabinett gehörten folgende Minister an:
| Amt                                  | Name              | Partei           | Beginn der Amtszeit | Ende der Amtszeit |
| ------------------------------------ | ----------------- | ---------------- | ------------------- | ----------------- |
| Ministerpräsident                    | Ola Ullsten FP    | 18. Oktober 1978 | 12. Oktober 1979    |                   |
| Außenminister                        | Hans Blix         | FP               | 18. Oktober 1978    | 12. Oktober 1979  |
| Justizminister                       | Sven Romanus      | Parteiloser      | 18. Oktober 1978    | 12. Oktober 1979  |
| Verteidigungsminister                | Lars de Geer      | FP               | 18. Oktober 1978    | 12. Oktober 1979  |
| Sozialminister                       | Gabriel Romanus   | FP               | 18. Oktober 1978    | 12. Oktober 1979  |
| Kommunikationsministerin             | Anitha Bondestam  | Parteilose       | 18. Oktober 1978    | 12. Oktober 1979  |
| Minister für Wirtschaft und Haushalt | Ingemar Mundebo   | FP               | 18. Oktober 1978    | 12. Oktober 1979  |
| Bildungsminister                     | Jan-Erik Wikström | FP               | 18. Oktober 1978    | 12. Oktober 1979  |
| Landwirtschaftsminister              | Eric Enlund       | FP               | 18. Oktober 1978    | 12. Oktober 1979  |
| Handelsminister                      | Hadar Cars        | FP               | 18. Oktober 1978    | 12. Oktober 1979  |
| Minister für den Arbeitsmarkt        | Rolf Wirtén       | FP               | 18. Oktober 1978    | 12. Oktober 1979  |
| Minister für Wohnungswesen           | Birgit Friggebo   | FP               | 18. Oktober 1978    | 12. Oktober 1979  |
| Industrieminister                    | Erik Huss         | FP               | 18. Oktober 1978    | 12. Oktober 1979  |
| Minister für Kommunen                | Bertil Hansson    | FP               | 18. Oktober 1978    | 12. Oktober 1979  |
| Sozialministerin                     | Birgit Rodhe      | FP               | 18. Oktober 1978    | 12. Oktober 1979  |
| Personalministerin                   | Marianne Wahlberg | FP               | 18. Oktober 1978    | 12. Oktober 1979  |
| Gesundheitsministerin                | Hedda Lindahl     | FP               | 18. Oktober 1978    | 12. Oktober 1979  |
| Einwanderungsministerin              | Eva Winther       | FP               | 18. Oktober 1978    | 12. Oktober 1979  |
| Energieminister                      | Carl Tham         | FP               | 18. Oktober 1978    | 12. Oktober 1979  |

## Hintergrundliteratur
- Das 20. Jahrhundert. Ein illustrierter Rückblick auf 100 Jahre Weltgeschehen. H+L Verlagsgesellschaft, Köln 1999
- Der Große Ploetz. Die Enzyklopädie der Weltgeschichte. Verlag Vandenhoeck & Ruprecht, 35. Auflage, Göttingen, 2008, ISBN 978-3-525-32008-2